# آرش کشاورزی
آرش کشاورزی (زاده ۲۷ بهمن ۱۳۶۵ در تهران) والیبالیست ایرانی است.
از زمانی که تصمیم گرفت ورزش را به‌طور جدی شروع کند، گام اول را با حضور در باشگاه‌های اسلامشهر برداشت. او از ۱۶ سالگی حضور در تیم ملی والیبال نوجوانان ایران را تجربه کرد. از آن به بعد در رده‌های مختلف سنی به تیم ملی والیبال ایران دعوت شد. او سابقه بازی در تیم‌های باشگاهی اتکا، پرسپولیس، داماش گیلان و پیکان تهران را دارد.
او در حال حاضر عضور باشگاه والیبال شهرداری ورامین است. کشاورزی با پیکان در مسابقات باشگاه‌های جهان به عنوان یکی از بهترین دریافت‌کننده‌ها معرفی شد.